# Еволюція
Біологічна еволю́ція (англ. Evolution; лат. evolutio, від evolvo — розгортаю) — природне явище зміни популяцій, видів, вищих таксонів, біоценозів, флор і фаун, генів і ознак у часі в ході історії планети Землі. Біологічна еволюція є частковим проявом загальної еволюції, яка спостерігається серед різних явищ у Всесвіті — від самого Всесвіту, зірок та галактик до еволюції мов, технологій і суспільства. Загалом під терміном «еволюція» розуміють уявлення про зміни в природі і суспільстві, їхні закономірності й скерованість.
Наукові теорії еволюції пояснюють, як саме відбувається еволюція, які її механізми.

## Загальна характеристика
Біологічну еволюцію, суворо кажучи, можна охарактеризувати як процес зміни спадкових характеристик популяції живих організмів з плином часу. Спадкові віхи закодовані у генетичному матеріалі організму (зазвичай ДНК). Еволюція згідно синтетичної теорії еволюції є передусім наслідком трьох процесів: випадкових мутацій генетичного матеріалу, випадкового дрейфу генів і невипадкового природного добору в межах груп та видів.
Природний добір, один з процесів, що керує еволюцією, є результатом відмінностей в шансах на відтворення між особинами популяції. Це обов'язково випливає з наступних фактів:
- Природна, спадкова варіація існує в межах груп і серед видів
- Організми надродючі (кількість нащадків перевищує межу гарантованого виживання)
- Організми відмінні за здатністю вижити і відтворитися
- У будь-якому поколінні ті, що відтворюються успішно, обов'язково передають свої гени до наступного покоління, а невдалі відтворювачі цього не роблять.

Якщо властивості збільшують еволюційну придатність індивідуумів, які несуть їх, то ті індивідууми ймовірніше виживають і відтворюються, ніж інші організми популяції. Через те вони передають більше копій вдалих спадкових рис до наступного покоління. Відповідне зменшення придатності через шкідливі ціхи призводить до їхнього зрідшення. З часом це може приводити до пристосування: поступове накопичення нових ціх (і збереження існуючих, які загалом пристосовують популяцію живих організмів до їхнього оточення і екологічної ніші.
Хоча природний добір не випадковий за своєю формою дії, інші — капризніші — сили мають сильний вплив на процес еволюції. У статево відтворюваних організмах випадкове генетичне відхилення призводить до того, що деякі спадкові ознаки набувають поширення просто завдяки збігу обставин і випадковому спаровуванню. Цей безцільний процес може бути впливовішим від природного відбору в певних ситуаціях (особливо в маленьких групах).
У різних оточеннях природний добір, випадкові генетичні відхилення й крихта випадковості в мутаціях, які з'являються і зберігаються, можуть примусити різні групи (або частини груп) еволюціонувати у різних напрямках. За достатньої розбіжності дві групи статево відтворюваних організмів можуть стати досить відмінними, щоб утворити окремі види, особливо якщо здібність до схрещування між цими групами втрачено.
Дослідження показують, що всі живі організми на Землі мають спільного пращура. Цей висновок було зроблено на основі загальній наявності Л-амінових кислот у білках, наявності спільного генетичного коду в усіх живих істот, можливості класифікування за спадковістю за категоріями, що вкладаються, гомології послідовностей ДНК та спільності найпідставовіших біологічних процесів.
Хоча перші згадки про ідею еволюції сягають давнини, новітньої, сучасної форми вона набула в працях Альфреда Воллеса та Чарльза Дарвіна в їхній спільній статті до Ліннеєвського товариства у Лондоні (Linnean Society of London) та пізніше у книзі Дарвіна «Походження видів» (1859 р.). У 1930-х рр. синтетична теорія еволюції об'єднала еволюційну теорію з генетикою Ґреґора Менделя.
Еволюція організмів відбувається через зміни в спадкових ознаках. Наприклад, колір очей в людини є спадковою ознакою, яку індивід отримує від своїх батьків.
Спадкові ознаки контролюються генами. Сукупність генів одного організму є його генотипом.
Сукупність всіх ознак, що формують структуру і поведінку організму називається фенотипом. Ці ознаки виникають в результаті взаємодії генотипу цього організму з умовами зовнішнього середовища. Тобто не кожна фенотипова ознака організму успадковується. Наприклад, засмага зумовлена взаємодією генотипу людини із сонячним світлом, таким чином засмага не успадкується. Загалом, люди засмагають по-різному, що випливає з їхнього генотипу. Наприклад, в деяких людей присутня така спадкова ознака як альбінізм. Альбіноси не засмагають і дуже чутливі до сонячного випромінювання — вони легко отримують сонячні опіки.

## Причини еволюції

### Матричне копіювання з помилками

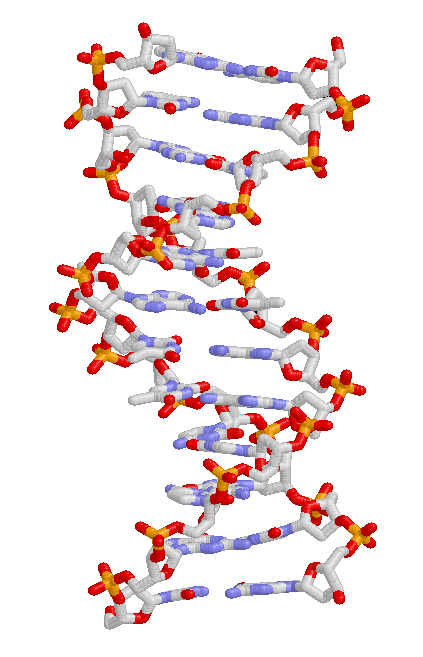
Структура ДНК. Нуклеотиди в центрі, оточені цукрово-фосфатним остовом, який закручується в подвійну спіраль.

В основі життя на Землі лежить процес копіювання молекул нуклеїнових кислот — ДНК та РНК. Процес копіювання здійснюється за матричним принципом комплементарності: одна молекула нуклеїнової кислоти може утворити парну для себе, а з цієї парної молекули зчитується молекула, ідентична до вихідної. Таким чином, молекули ДНК і РНК здатні до необмеженого розмноження.
У процесі копіювання неодмінно виникають помилки через недосконалість системи реплікації. Через ці помилки копії ДНК і РНК містять невеликі відмінності, які, проте, наростають із часом. Такий процес самовідтворення зі змінами називають конваріантною редупікацією.
До необмеженого відтворення із помилками здатні деякі неживі системи, наприклад, кристали або деякі хімічні цикли. Але живе відрізняється тим, що може передавати ці помилки у незмінному вигляді наступним поколінням. Ці помилки, або мутації, практично не змінюють фізико-хімічні властивості молекул нуклеїнових кислот, але впливають на інформацію, що зчитується з них живими організмами. Таким чином, живі організми проявляють спадковість і мінливість своїх ознак, до яких призводять відповідно копіювання і мутації у молекулах нуклеїнових кислот.

### Гомеостаз і стабільність онтогенезу
Постійне відтворення ДНК з помилками призводить до того, що наявна у кожній молекулі генетична інформація з часом сильно змінюється. Сучасні живі організми мають системи захисту від надмірної зміни послідовності нуклеотидів молекули ДНК. До них належать ферменти репарації, пригнічувачі мобільних елементів геному, противірусні захисні механізми тощо.
Тим не менш, гени все одно передаються у наступне покоління з деякими змінами, через що популяція живих організмів одного виду звичайно не містить особин, у яких вся послідовність ДНК є однаковою. При цьому фенотипова мінливість часто є меншою за генетичну, оскільки взаємодії між різними генами в онтогенезі пригнічують вплив змін у окремих генах. Таким чином, багатоклітинні організми досягають стабільності індивідуального розвитку, яка призводить до збереження видової норми.

### Вибіркове виживання і розмноження
Молекули РНК і ДНК, а також живі організми розмножуються з різною ефективністю залежно від власних властивостей і умов навколишнього середовища. Організми можуть загинути, не доживши до часу розмноження, а ті, що вижили, залишають різну кількість нащадків. Ті організми, що вижили та ефективно розмножилися, змогли це зробити через дві групи причин: відповідність їх варіантів генів умовам середовища або збігу обставин, які не пов'язані з «якістю» алелів. Відповідно, вплив першої групи на розповсюдження алелів у популяції описується поняттям природного добору, а другої групи — поняттям генетичного дрейфу.

#### Природний добір

Природний добір чорного забарвлення у популяції.

Природний добір — це вибіркове переживання (тривале виживання) і розмноження найбільш пристосованих до умов навколишнього середовища особин у популяції. Чим більше пристосована рослина чи тварина, тим більше ймовірність її доживання до репродуктивного періоду, а також тим більше нащадків вона залишить. Пристосованість залежить від наявності у генотипі особини алелів генів, що сприяють переживанню і розмноженню. Оскільки всі організми в популяції мають різні генотипи, то при стабільних умовах кількість носіїв більш вигідних у цих умовах алелів генів буде зростати у поколіннях.
Крім того, умови середовища створюють конкуренцію за виживання та розмноження між організмами. У зв'язку з цим, організми, що володіють алелями, які надають їм перевагу над їх конкурентами, передають ці алелі нащадкам. Алелі, які не надають такої переваги, не передаються наступним поколінням.

#### Генетичний дрейф
Генетичний дрейф — це процес змін частоти алелей, який викликається причинами, що не пов'язані із впливом алелів на пристосованість особин. Тому генетичний дрейф відносять до нейтральних механізмів еволюції генів і популяцій. Співвідношення між впливом природного добору і дрейфу генів у популяції змінюється в залежності в сили добору та ефективного розміру популяції (число особин, що здатні до розмноження). Природний добір зазвичай відіграє більшу роль у великих популяціях, а дрейф генів переважає у малих. Переважання дрейфу генів у малих популяціях може навіть призводити до фіксації шкідливих мутацій. Як результат, зміна чисельності популяції може значно змінювати хід еволюції. Ефект пляшкового горла, коли чисельність популяції різко знижується і в результаті втрачається генетичне різноманіття, призводить до більшої однорідності популяцій.

## Загальний хід еволюції
Перші сліди життя на Землі датовані 3,5-3,8 млрд років тому. Це залишки прокаріотичного життя — строматоліти. Близько 3 млрд років тому з'являються перші фотосинтетики, якими були ціанобактерії. Перші евкаріоти з'явилися близько 1,6-1,8 млрд років тому. Це призводить до «кисневої катастрофи» — різкому підвищенню концентрації кисню в атмосфері Землі. Багатоклітинні евкаріоти виникали багато разів у різних групах, проте перші надійні скам'янілості мають вік близько 750 млн років тому (кріогеновий період), а поява різноманітної океанічної біоти пов'язана із вендським періодом (едіакарська біота, близько 600 млн років тому). Поява скелетних тварин і їх багатих залишків сталася у кембрійському періоді близько 550—520 млн років тому. Тоді з'явилося більшість сучасних типів тварин.
У силурійському періоді рослини вперше вийшли на сушу. У девоні на суходолі поселилися перші земноводні і членистоногі тварини. У пермському періоді з'явилися рептилії, які домінували на Землі впродовж мезозойської ери. Декілька груп терапсидних рептилій дали початок ссавцям. У крейдяному періоді з'явилися птахи та почався розквіт квіткових рослин. У кайнозойську еру домінували ссавці, а також досягли розквіту комахи. У антропогені одна з груп приматів, гомініди дала початок еволюції людини. У плейстоцені-голоцені людина стає геологічною силою, що впливає на еволюцію всієї біосфери.

## Властивості еволюції
Хід еволюції життя виявляє декілька наскрізних закономірностей, які є об'єктивними і часто описані математично. Еволюційна біологія вивчає додаткові механізми еволюції або нові можливості реалізації вихідних принципів, які дозволять докорінно зрозуміти сутність цих закономірностей. Основні властивості еволюції такі: поява адаптованих до середовища організмів, морфо-функціональний прогрес, поява нових органів і структур (емерджентність), перехід до статевого розмноження, вимирання видів, ріст біорізноманіття.

### Адаптація
Сучасні види виглядають добре пристосованими до умов середовища, в якому вони існують. При цьому адаптації є обмеженими тим середовищем, де вони зазвичай використовуються: при переміщенні організму в нове середовище він часто стає повністю непристосованим або принаймні менш пристосованим, ніж «корінні» мешканці інших умов. До появи еволюційної картини світу досить чітка відповідність властивостей організму умовам його «рідного» середовища настільки приголомшувала дослідників, що вони вважали її наслідком дії надприродних сил. Тим не менш, адаптація є майже обов'язковим наслідком еволюції, оскільки менш адаптовані до умов середовища організми роблять все менший внесок у генетичне розмаїття популяції завдяки природному добору. Разом з тим, походження самих адаптацій необов'язково залежить від добору, а може бути побічним наслідком інших адаптацій або взагалі збігом обставин (наслідком генетичного дрейфу).

### Прогрес і автономізація
У ході еволюції без'ядерні бактеріальні клітини дають початок складним клітинам евкаріот. Евкаріоти надалі набувають багатоклітинності, утворюють тканини й органи. Тварини розвивають нервову систему, мають складну поведінку, яка дозволяє їм виживати у багатьох середовищах. Людина як верхівка еволюції тварин досягла можливості жити у будь-яких середовищах, зокрема й позаземних.

### Емерджентність
По ходу еволюції часто відбувається перекомбінація частин організмів і генів, зміна функції старих структур. Проте деякі процеси і частини організмів виникали вперше. Фотосинтез у ціанобактерій, білки реплікації ДНК, апарату трансляції, луска риб тощо.

### Роздільностатевість
Перші тварини були гермафродитами, а серед вищих гермафродитів майже немає.

#### Стать і рекомбінація
У безстатевих організмів гени успадковуються разом (вони є зчепленими) і не змішуються з генами інших індивідів під час розмноження. Нащадки ж статевих організмів містять випадкову суміш хромосом їх батьків за рахунок незалежного сортування. Протягом спорідненого процесу гомологічної рекомбінації статеві організми обмінюються ДНК між двома гомологічними хромосомами. Рекомбінація і незалежне сортування не змінюють частот алелей, але змінюють їхню асоціативність один з одним, продукуючи нащадків з новими комбінаціями алелей. Стать зазвичай збільшує генетичну мінливість і може збільшити швидкість еволюції. Однак, безстатевість може мати переваги в певних умовах, оскільки в деяких організмів вона еволюціонувала повторно. Безстатевість може дозволити двом наборам алелів геному дивергувати і, як наслідок, призвести до виникнення нових функцій. Рекомбінація дозволяє рівноправним алелям, які знаходяться разом успадковуватись незалежно. Однак частота рекомбінацій є низькою (приблизно два випадки на одну хромосому за одне покоління). Як результат, гени, що розміщуються поряд на одній хромосомі, не завжди розтасовуються один від одного в процесі генетичної рекомбінації і мають тенденцію успадковуватись разом. Цей феномен носить назву зчеплення генів.
Зчеплення генів оцінюється шляхом вимірювання частоти появи двох алелей на одній хромосомі (вимірювання нерівноважного зчеплення генів). Набір алелей, які зазвичай успадковуються разом називається гаплотипом. Це має важливе значення коли один з алелей певного гаплотипу надає велику перевагу у боротьбі за існування: позитивний природний добір зумовить селективне чищення (англ. selective sweep), яке призведе до того, що частота інших алелей цього гаплотипу теж зросте. Цей ефект називається генетичним автостопом (генетичний хітчхайкінг). Коли алелі не можуть бути розділені за рахунок рекомбінації (наприклад в Y-хромосомі ссавців), тоді відбувається акумуляція шкідливих мутацій (див. храповик Мюллера). Змінюючи комбінації алелей, статеве розмноження зумовлює вилучення шкідливих і поширення корисних мутацій в популяції. Крім того рекомбінація і сортування генів можуть забезпечувати організми новими вигідними комобінаціями генів. Але цей позитивний ефект балансується тим, що стать знижує швидкість розмноження (див. Еволюція статевого розмноження) і може зумовлювати руйнування вигідних комбінацій генів. Причини еволюціонування статевого розмноження досі залишаються не зовсім зрозумілими і це питання є наразі активною областю досліджень в галузі еволюційної біології. Воно стимулювало нові ідеї про механізми еволюції, наприклад гіпотезу Червоної Королеви.

### Вимирання
В історії Землі неодноразово відбувалися масові вимирання живих організмів. Такими були вимирання на межі вендського і кембрійського періоду, коли загинула едіакарська біота, пермського і тріасового періодів, крейдового і палеогенового періодів. Після масової загибелі старих груп організмів починався розквіт тих груп, які пережили вимирання. Вимирання менших масштабів, такі як пост-льодовикове вимирання великих ссавців після останнього льодовикового періоду, теж призводять до зміни груп організмів. Людина призвела до вимирання видів, найбільш вразливих до її техногенної діяльності.

### Ріст біорізноманіття
Палеонтологічні знахідки, незважаючи на свою неповноту й обмеженість, демонструють наявність росту біорізноманіття як в океані, так і на суходолі.

## Рівні еволюції
На різних рівнях організації живого властивості еволюції та її механізми відіграють різну роль.
- генний
- геномний
- популяційний
- видовий
- таксонний
- екосистемний
- біосферний

### Мутації

Дуплікація частини хромосоми

Генетична варіація виникає за рахунок випадкових мутацій, що виникають в геномах організмів. Мутації — це зміни в послідовності нуклеотидів ДНК, які викликаються радіоактивним випромінюванням, вірусами, транспозонами, хімічними мутагенами, а також помилками копіювання, які виникають під час мейозу або реплікації ДНК. Ці мутагени продукують кілька різних типів змін в послідовності нуклеотидів ДНК: вони можуть не викликати жодного ефекту, змінювати продукт гену, або взагалі припинити функціонування гену. Дослідження на дрозофілах показали, що якщо мутації викликають зміни білка, який кодується певним геном, то наслідки скоріше за все будуть згубними. Приблизно 70 % таких мутацій призводять до певних порушень, решта є нейтральними або корисними. Оскільки мутації часто шкідливо впливають на клітини, то у процесі еволюції в організмів виникли механізми репарації ДНК, які усувають мутації. Таким чином, оптимальна частота мутацій це компроміс між платою за високу частоту шкідливих мутацій та платою за метаболічні витрати (наприклад, синтез ферментів репарації) для зменшення цієї частоти. Деякі організми, наприклад ретровіруси, мають таку високу частоту мутацій, що майже кожен їхній нащадок буде володіти мутованим геном. Така висока частота мутацій може бути перевагою, оскільки ці віруси еволюціонують дуже швидко, таким чином уникаючи імунних відповідей.
Мутації можуть включати значні ділянки ДНК, наприклад дуплікації генів, що є сирим матеріалом для еволюції нових генів. У тварин у середньому за кожен мільйон років відбуваються дуплікації від десятків до сотней генів. Більшість генів, які мають спільний предковий ген, належать до однієї генетичної родини. Нові гени утворюються кількома способами, загалом за рахунок дуплікації предкових генів, або за рахунок рекомбінації частин різних генів, в результаті чого формуються нові комбінації нуклеотидів з новими функціями. Нові гени формують нові білки з новими функціями. Наприклад, для формування структур ока людини, які відповідальні за сприйняття світла використовуються чотири гени: три для кольорового зору (колбочки) і один для нічного (палички); всі ці гени походять від одного предкового гену. Інша перевага дуплікації гену або навіть цілого геному полягає в тому, що збільшується надлишковість (надмірність) геному; це дозволяє одному гену набувати нових функцій, в той час коли копія цього гену виконує початкову функцію.
Зміни в хромосомах можуть проходити в результаті великих мутацій, коли сегменти ДНК всередині хромосоми від'єднуються, а потім знову вбудовуються в іншому місці хромосоми. Наприклад, дві хромосоми роду Homo злились з утворенням хромосоми 2 людини. Це злиття не відбулося у філогенетичних рядах інших мавп, тобто вони мають ці хромосоми розділеними. Найважливішою роллю таких хромосомних перебудов в еволюції є прискорення дивергенції популяцій з формуванням нових видів за рахунок того, що відбувається менше міжпопуляційних схрещувань.
Послідовності ДНК, які можуть переміщуватись по геному (мобільні генетичні елементи), такі як транспозони, формують велику частку генетичного матеріалу рослин і тварин і мають важливе значення в еволюції геномів. Наприклад, більше мільйона послідовностей Alu представлені в геномі людини і зараз ці послідовності слугують для виконання регуляції експресії генів. Інший ефект цих мобільних ДНК полягає в тому, що вони можуть спричинювати мутації існуючих генів, або навіть видаляти їх, збільшуючи таким чином генетичне різноманіття.

## Антиеволюціонізм

### Визнання еволюції Католицькою церквою
Католицька церква визнала в енцикліці папи Пія XII лат. Humani Generis, що теорія еволюції може пояснювати походження тіла людини (але не її душі), закликавши, однак, до обережності у судженнях і назвавши теорію еволюції гіпотезою. 1996 року папа Іван-Павло II в посланні до Папської академії наук підтвердив визнання теїстичного еволюціонізму як допустимою для католицизму позиції, заявивши, що теорія еволюції — це більш, ніж гіпотеза. Тому серед католиків буквальний, молодоземельний, креаціонізм рідкий (як один з нечисленних прикладів можна навести Дж. Кіна). Схиляючись до теїстичного еволюціонізму і до теорії «розумного задуму», католицизм в особі своїх вищих ієрархів, в тому числі і обраного 2005 року папи Бенедикта XVI, залишає поняття еволюціонізму лише в матеріалістичний сфері.